# ハートキャッチいずみちゃん
『ハートキャッチいずみちゃん』は、遠山光による日本の漫画作品。『月刊少年マガジン』（講談社）にて1982年12月号より1987年4月号まで連載された。全55話。

## 概要
『月刊少年マガジン』に連載された一話完結のお色気コメディ漫画。
初掲載は読み切りの形だったがそのまま連載となった経緯がある。
連載初期は人の心を読める秘密を持ったヒロインを中心にしたコメディ漫画だったが、中盤からはいずみの友人、明智菊丸が巻き起こすエッチな騒動を中心としたお色気漫画に変わっていった。
単行本は月刊少年マガジンコミックスのレーベルより全9巻が刊行。絶版後 成年コミックとして1991年から1993年に渡ってフランス書院コミック文庫からいわゆるセレクト集のような形で文庫版が5冊刊行される。2002年に英知出版からハートキャッチいずみちゃんPERFECT(ハート編、キャッチ編)として二冊にまとめられた復刻版が刊行された。復刻に際して各巻に書き下ろし作品や登場人物のプロフィールなどが収録されている。
2015年に英知出版版を復刻したハートキャッチいずみちゃん全部!が復刊ドットコムより刊行されたが、英知出版版にあった登場人物プロフィールや他のオマケ要素はなくなり、巻末に作者のあとがき1ページが収録されている。

## あらすじ
高校一年生の美少女、原田いずみは人の心が読めるという秘密のせいで転校を繰り返していた。
今度こそ秘密がバレないように決意を固めた転校先でクラスメイトとなった明智菊丸。彼はとんでもない問題児で自分好みの可愛い子をマゾ調教して奴隷にするのが趣味の変態だった。
当然、いずみにも興味津々で下着を覗かれたり、裸にされたりと悪戯を仕掛けられ、心を読む能力でなんとか撃退してはお仕置きを繰り返す日々を送っていた。
そんなドタバタの毎日に中学時代の親友中野千春、魅惑の女教師桂木慶子、留学生のリンダも加わって、菊丸のエッチな悪戯はますますエスカレート。
千春やリンダが次々に菊丸の毒牙にかかり、いずみの能力も超え出した菊丸の罠がついにいずみを捉えだした！
菊丸の激しいマゾ調教にいずみも落下寸前。それを救おうとした女教師桂木慶子も罠に堕ち、いよいよ物語は佳境を迎え菊丸ハーレムも完成間近。いずみたちに逆転のチャンスは？！

## 登場人物
各キャラクターのプロフィールは英知出版の「ハートキャッチいずみちゃんPERFECT」に基づく。

### レギュラー
原田いずみ
本作品の主人公。高校生。
品行方正、成績優秀、スポーツ万能、スタイル抜群の美少女で人の心を読めるという秘密を持ち、そのせいで転校を繰り返していた。
転校先で出会った菊丸と一緒のクラスになり、隣の席になった縁から行動を共にするようになる。
性格は真面目で正義感も強く、困っている人を見ると放っておけない優しさを持つ。やや勝気な面を覗かせて悪戯好きの菊丸を懲らしめていた。
親友の千春、留学生のリンダを菊丸の魔の手から守っていたのだが、もともと菊丸に好意を持っていた二人はその甲斐もなく菊丸の奴隷調教を受け入れてしまい、そのショックで心を読めなくなり菊丸の罠にかかってしまった。
初めこそ気性の荒さを見せて菊丸に逆らっていたが、衆人環視の前で恥ずかしい目にあわされるうちに感じてしまう自分に気付き、さらにそれを菊丸にも気付かれ本格的にマゾ調教を受けることになった。
もともと人一倍感じやすい肉体も調教でさらに開発され、徐々にいずみはマゾの毒に蝕まれ肉体を作り変えられてしまう。
しかし本来の性格までは変わっておらず、菊丸の悪戯被害にあう女性陣を助けようと奮闘を続けているが、そうして菊丸に逆らうたびにお仕置きを受けるという立場の逆転が起きている。
作者執筆の同人では亀甲縛りにされたいずみの姿が描かれており、連載終了後もマゾ調教をされていたことを示唆していた。
東京都出身、16歳、10月3日生まれ、血液型B、スリーサイズ83/58/81
中野千春
菊丸のクラスに転入してきた、いずみの中学生時代の同級生で親友。スレンダーなスタイルの美少女。
性格は天然で純粋無垢だが、負けん気も強い。感受性が強く、その感じやすさは菊丸や桂木先生すら呆れるほど。
ゲテモノ好きで菊丸に一目惚れしてしまい、菊丸の調教を受け入れてしまう。菊丸への好意につけ込まれ、極めて過酷に調教され、容赦無く責め抜かれ、短期間で菊丸に逆らえない体に肉体改造され、菊丸の従順なマゾ奴隷にされる。
神奈川県出身、16歳、4月20日生まれ、血液型O、スリーサイズ82/56/84
リンダ・マッケンジー
いずみの父親の会社の取引先の娘。金髪碧眼のグラマーな美少女。パーティーで知り合った菊丸に好意を持った。
性格は千春をして何を考えているのかわからないと言われるほど突拍子がない。日本文化に興味を持ち、好奇心旺盛。
千春とは犬猿の仲。
カリフォルニア州出身、16歳、7月6日生まれ、血液型O、スリーサイズ85/59/88
桂木慶子
物語の中盤、新たな獲物を物色していた菊丸の前に途中赴任してきた英語教師。
泣き黒子が特徴的な美女で官能的な肉体を持つ大人の魅力は菊丸の眼鏡に叶ってしまう。
かなりきつめの性格で正義感も強い。
問題児である菊丸を探っていたところ、いずみたちとの関係に気付いて助けようとするが逆に罠にかけられてしまい、菊丸のマゾ調教を受けることになる。
大人の女性であることを鑑みて、いずみたち以上に調教は過酷で昼夜を問わないものだったが、菊丸も驚くほどの感じやすさにマゾ体質であることが判明した。
木乃伊取りが木乃伊になるの言葉のように、いずみたちを救うはずがマゾ化は進む一方で、生徒たちがいる場所でも菊丸に責められると失神するほど感じる体にされてしまう。
教師としての誇りや大人の女としての矜持を持ち続け、菊丸のマゾ調教に抗い続けているが異常ともいえる敏感体質を調教で磨かれるうちに嫌悪感を持ちながらも菊丸に抗えず、しがみついてキスまでねだるようになった。
才色兼備の美女であったが、菊丸と出会い運命を狂わされた一人。
富山県出身、24歳、12月19日生まれ、血液型AB、スリーサイズ87/59/90
明智菊丸
講談高校に通う男子高校生。並外れたドスケベで、高校生ながら女体調教が趣味という危険人物。
勉強も運動も苦手でゲテモノと例えられる風貌の問題児であるが、保身や気に入った女性を堕とすための悪だくみには凄まじく勘や悪知恵が働く。女性の性感帯や性的嗜好を的確に見抜く眼力、どんな相手もマゾ奴隷に堕とす手練手管など、女体調教に関しては非凡な才能を持つ。
下記に挙げる数多くのヒロインたちを毒牙にかけており自分に好意を抱いていた千春ばかりか、気の強さでは屈指であったはずのいずみや女教師の慶子までも肉体改造の罠に堕とした。
狙った女性はどんな立場・境遇の相手であろうとも容赦無く罠に嵌め、自らの歪んだ欲望に従って強制的かつ冷酷無慈悲な調教を行い、自分に逆らえないマゾ女に作り変えていく。まさにヒロインたちにとっては恐怖の存在。

### ゲスト
以下登場順に菊丸の被害者となった女性キャラクターを紹介する。
片瀬理香
人質事件に巻き込まれたいずみたちに差し入れを持ってきた警官。ブラジャーの中に拳銃を隠していたが、菊丸は脱出などまったく念頭になく、胸をもむばかりだった。
群馬県出身、25歳、5月22日生まれ、血液型A、スリーサイズ85/60/88
吉田由希
いずみたちのクラスにやってきた教育実習生。いずみたちと同じ講談高校の卒業生。風景画を描きに生徒を連れ出しているが実際の担当教科は不明。髪型や天然ボケの性格などが、後に登場する千春に通じるものがある。
東京都出身、21歳、12月6日生まれ、血液型O、スリーサイズ83/59/85
秋山早苗
いずみたちの住む街の交番勤務の女性警察官。背中まで垂れる黒髪のお嬢様風の美女。いずみたちとは迷子の赤ん坊を届けに行ったことで知り合い、その後はのぞきの囮捜査なども手伝うなど親密な関係を築く。優しい性格で職務にも熱心だが、正義感の強さが仇となり、菊丸の罠に嵌められてしまい調教されることになる。
広島県出身、24歳、7月9日生まれ、血液型A、スリーサイズ80/61/82
織田ひとみ
菊丸のいとこの美少女。祖父母と田舎で暮らしている。
久しぶりの再会で美しく成長した姿に菊丸がすっかり気に入ってしまい、奴隷調教計画の一員にされてしまう。
以来、数ヶ月に一度は帰省するようになった菊丸に調教されてしまうのだが、その調教はいずみたち以上に過酷なものとなり、毎晩寝室を襲撃され、一晩中寝ることすら許されず様々な責めを与えられ、菊丸の思い通りに反応する体に作り変えられ、強制的にマゾ性も植え付けられ、無理矢理「菊丸のお嫁さんになります」と言わされてしまい、「織田ひとみの心得」まで作られ斉唱させられるなど、順調に菊丸のマゾ奴隷化が進められている。
福島県出身、16歳、1月19日生まれ、血液型AB、スリーサイズ83/59/85
矢野まなみ
いずみが宿泊したホテルの部屋がブッキングしてしまった為に相部屋となった新妻。菊丸がターゲットとした女性キャラで唯一の人妻。
新潟県出身、24歳、8月3日生まれ、血液型A、スリーサイズ86/62/88
宇敷美奈子
菊丸が住むマンションの隣室に越してきた女子大生。ポニーテールのギャルっぽい風貌な美女。
隣に住む美人女子大生として菊丸の格好のターゲットになり、頻繁に家の中に上がりこまれて奴隷調教を受けさせられてしまう。
静岡県出身、19歳、3月7日生まれ、血液型O、スリーサイズ86/61/87
森尾尚美
いずみたちと同じ講談高校生で学年は一つ上の演劇部部長を務めている。
学年一とも噂される美少女、菊丸が放っておくはずもなく罠に嵌められ調教されてしまう。
演劇部長という立場を面白がった菊丸に舞台の上で辱められ悶えさせられるなど、マゾの素地を開発されている。
東京都出身、17歳、7月3日生まれ、血液型A、スリーサイズ78/55/80
松本早苗
菊丸が入院した病院の看護士。菊丸に騙されてベッドの中でもみくちゃにされた。
埼玉県出身、18歳、5月16日生まれ、血液型B、スリーサイズ80/56/82
杉下真理子
旅客船で彼氏と心中を相談していた女性。結果的に菊丸のセクハラによって考えを改める。当時はフルネームはおろか名前すら判明しなかったが英知出版版にて紹介された。ただ彼氏の名前は現在も不明のまま。
茨城県出身、19歳、10月29日生まれ、血液型B、スリーサイズ79/55/82
永沢可子
おさわりシスターズ（おかわりシスターズが元ネタ）という3人一組のアイドルグループのリーダーを務める。ロケ先の海水浴場でいずみたちと出会っている。リーダーでありながら全く見せ場（菊丸の餌食になる）の場がなく、復刻版の登場まで名前すら公開されていなかった。
ちなみに3人の名前の由来は「過去」「今日（現在）」「未来（明日）」のアナグラムである。
愛知県出身、20歳、5月6日生まれ、血液型A、スリーサイズ83/60/64
小畑今日子
おさわりシスターズメンバー。目隠しスイカ割りに挑戦するが転んだ拍子にスイカに扮していた菊丸に水着のブラを奪われた。
鹿児島県出身、20歳、7月8日生まれ、血液型B、スリーサイズ82/57/83
川村明美
おさわりシスターズメンバー。今日子に続いてスイカ割りに挑戦。おしりでスイカを潰そうとして失敗し、カメラの前におしりを晒してしまう。
北海道出身、20歳、9月10日生まれ、血液型O、スリーサイズ81/60/82
沢田まこと
美容クリニックのインストラクター。かなりの巨乳の持ち主で自分より貧乳の女性を見下している模様。「バストデール」という胡散臭い豊胸装置を売り込む。乳首公開解禁後の巨乳キャラであるにもかかわらず、その胸を見せることはなかった。
神奈川県出身、21歳、3月3日生まれ、血液型AB、スリーサイズ88/62/85
村岡潤子
水田産婦人科の看護士。白衣の下に黒いランジェリーを纏っていて菊丸曰く「掟破り」。後に再登場するが、この時は脱ぐことはなかった。
京都府出身、26歳、2月28日生まれ、血液型A、スリーサイズ85/61/83
マリアン松本
いずみたちが一日体験をしにやってきた護身術教室のコーチを担当していた女子プロレスラー。
掃き溜めに鶴の可愛さのマリアンを気に入った菊丸の巧妙な罠に嵌められ、腕力では比較にならないはずの菊丸に調教されてしまう。
時に逆切れして菊丸を半殺しにしているが、そんなことに全くめげることのない菊丸によって激しい責めを受けるうち、マゾ奴隷としての才能に開花し始めている。
出身地不明、19歳、5月5日生まれ、血液型O、スリーサイズ81/58/84
早坂理恵
スキー場の寝室に忍び込むロッジ荒し。その手口はなぜか夜に人が戻っている部屋に侵入し、犯行現場で着替えるという大胆なもの。
しかしその現場を菊丸に押さえられ、夜這いのパートナーとしていいように利用された。
群馬県出身、2月29日生まれ、19歳、血液型AB、スリーサイズ75/57/79
水田ユキ
水田産婦人科の院長の孫で中学3年生の美少女。高校受験を控えているが勉強嫌いなため、過激なランジェリー姿で家庭教師を誘惑しては勉強から逃げていた小悪魔。
しかし後任の家庭教師として登場した菊丸が相手では通じず、飛んで火に入る夏の虫状態で家庭教師の権限をフルに利用した菊丸に赤子の手をひねるように調教され、中学生ながら菊丸好みの体に開発されてしまう。
後にいずみたちと同じ講談高校に進学するが、手ぐすね引いて待ち構えていた菊丸によって、さらなるマゾ調教に励まれる。
東京都出身、15歳、4月29日生まれ、血液型O、スリーサイズ71/48/75
森川愛
銀行員でいずみたちとともに銀行強盗の人質とされてしまう。菊丸に下着姿の女性器部分に消しゴムをぶつけられている。
千葉県出身、24歳、10月7日生まれ、血液型A、スリーサイズ84/60/86
早瀬歩
いずみたちの学校の教育実習生。長い髪を先で結わえた日本的な黒髪の美女。
外見に似ずかなりの熱血漢であり教師としての使命に燃えて問題児である菊丸を強い態度で更生させようとしていた。しかし歩の教師としての未熟さから罠に嵌められてしまう。
教師という立場から先輩である慶子同様厳しいマゾ奴隷調教を施され、肉体改造され、菊丸には逆らえない体にされる。
東京都出身、21歳、5月30日生まれ、血液型AB、スリーサイズ83/56/86
水森さやか
菊丸の家庭教師。ピチピチでプロポーションの良い躰に自信を持っている。21歳の若さで30人以上の生徒をスパルタ教育で志望校に合格させた凄腕だが、プライドが高く好戦的なのを逆手に取られ、菊丸の調教を受けさせられることになる。
長野県出身、21歳、10月6日生まれ、血液型B、スリーサイズ88/60/89

### 男性編
明智竹丸
菊丸の実弟でおそらく小学校低学年。菊丸とは違い、まじめで常識人。ただ一方で口が達者で要領が良いなど、兄に似た一面も随所で見受けられる。初期に数回登場しただけで出番は終わっている。最終回の明智家の引越しの場面にも登場しなかった。
菊丸の祖父
田舎でひとみと暮らしている。性格は菊丸とあまり似ておらず、厳格な普通の老人。祖母も健在のようであるが登場はしない。離れに浴場を建てたり庭に蛍を放って風情を楽しむなど、かなり大規模な地主でもある様子。
いずみの父
序盤から中盤にかけて何度か登場。作中では一応まともな人物であるが、娘（いずみ）に対しては裸を拝めないことをぼやいたり、素性も明らかでない男（実際、詐欺師であった）と見合させるなど、しばしば変質的性格が垣間見える。リンダの父とは仕事上の付き合いがあり、リンダが原田家に居候するきっかけを作っている。
吾作どん
旅館の宿泊客。宴会場で胸を露出したいずみの腹踊りを観賞し、最後はいずみの大切な部分を直視した。あまりの刺激に頭に血が上り、彼をはじめとする大勢の見物客は次々と卒倒してしまった。
社長
旅館の経営者。正月に巨大な鏡餅を飾り、旅館の発展を願う人物。視力が弱いのかいずみがごまかしのために化けたお供え餅を本物と信じるが、その正体に気づかない故に「お供え餅にヒビが入っている」といずみの大切な部分らしき部位に深々と指を突っ込んでいる。

## 版元について
『ハートキャッチいずみちゃん』は複数の版元より出版されている。以下出版社ごとの特徴を記す。

### 書籍版
- 講談社 - 単行本は連載中および連載終了直後は当然連載誌の『月刊少年マガジン』を発行している講談社で発売されていたが、やがて廃刊。2012年現在、入手は極めて難しい。
  1. 第1巻 1983年5月18日 ISBN 4061736108
  2. 第2巻 1983年12月18日 ISBN 406173623X
  3. 第3巻 1984年7月18日 ISBN 4061736353
  4. 第4巻 1985年2月18日 ISBN 4061736485
  5. 第5巻 1985年8月15日 ISBN 4061736620
  6. 第6巻 1986年2月18日 ISBN 4061736760
  7. 第7巻 1986年8月18日 ISBN 4061736884
  8. 第8巻 1987年1月17日 ISBN 406173699X
  9. 第9巻 1987年5月18日 ISBN 4063022080
- フランス書院 - 1991年から1993年に渡ってフランス書院コミック文庫のレーベルで復刻版が発行された。性行為がないにも関わらず成年コミック扱いされている。しかし、話をランダムで収録した上、完成度の高い後期の話を早々に使い切ってしまったため、巻を重ねるほど過激さの勢いが落ちていく結果を招いた。結局全話を復刻しないまま中断されている。こちらも現在、入手は非常に困難。
  1. いずみスクランブル! 1991年12月31日 ISBN 4829672161
  2. いずみタッチダウン! 1992年1月31日 ISBN 4829672188
  3. いずみジャストミート! 1992年3月31日 ISBN 4829672234
  4. いずみ急接近! 1992年6月30日 ISBN 4829672293
  5. いずみセンセーション! 1993年2月28日 ISBN 4829672463
- 英知出版 - 2002年に発売。上下2冊の非常に分厚いものであり、完全収録版として長らく復刻を待ちわびていたファンから大いに歓迎された。各女性キャラクターのフルネームおよびプロフィールが追加され、作者による描き下ろしも追加されるなど完成度は非常に高い。ただ、現在では不適切な表現とされる単語が一部修正されている。また、講談社版9巻に収録されていた読切短編は未収録。「ハート編」では師匠に当たる村生ミオとエッチコメディーの同業者であったみやすのんきから祝辞のコメントが、「キャッチ編」では川島よしおが本作を基にした漫画をそれぞれ空きページに掲載されている。版元の英知出版が倒産したため入手は困難となりつつある。
  1. ハートキャッチいずみちゃんPERFECT volume.1 ハート編 2002年5月10日 ISBN 4754232119
  2. ハートキャッチいずみちゃんPERFECT volume.2 キャッチ編 2002年7月10日 ISBN 4754232178
- 復刊ドットコム - 2015年末と2016年初頭に発売。英知出版による復刻本「PERFECT」を原本として復刻。英知出版が復刻した際には収録されなかった短編2作品（第1巻に「まゆりちゃんセンセーション」、第2巻に「ロマンス1/2」）およびおまけイラストまでがすべて追加収録された。さらに、作者である遠山光自身によるあとがきを描き下ろしで収録。復刊ドットコムによる公式通販では、オリジナル特典として予約購入者全員に「B6サイズ描き下ろしペーパー」が付属され、全2巻一括購入者には抽選で30名に作者である遠山光の直筆サインが第1巻に添えられて発送された[1]。
  1. ハート♡キャッチいずみちゃん 全部! 第1巻 2015年11月21日 ISBN 9784835452753
  2. ハート♡キャッチいずみちゃん 全部! 第2巻 2016年1月25日 ISBN 9784835452760
- コミックパーク - インターネット通販で受注数のみの発行。1冊の単価がやや高く、また画質が少々粗いので注意。

### オンラインコミックス
- ビットウェイコミックス - 講談社版と同じものをダウンロードして読むことが可能。